# Ballad
«Ballad» (рус. Баллада) — десятый эпизод первого сезона американского музыкального телесериала «Хор», показанный телеканалом Fox 18 ноября 2009 года. Режиссёром и сценаристом эпизода стал Брэд Фэлчак. По сюжету руководитель хора Уилл Шустер разбивает студентов на пары для исполнения любовных баллад, а когда Рейчел Берри остаётся без партнёра, его место занимает Шустер, что становится поводом для проявления романтических чувств Рейчел, а тем временем родители Куинн Фабре узнают, что их дочь беременна, выгоняют её из дома, и та переезжает к Финну.
В серии прозвучали кавер-версии семи композиций, включая мэшап «Don’t Stand So Close to Me» группы The Police и «Young Girl» Gary Puckett & The Union Gap. Студийные записи всех песен были выпущены в качестве синглов посредством цифровой дистрибуции и доступны для скачивания в сети, а также включены в альбом Glee: The Music, Volume 2.

## Сюжет
Руководитель хора Уилл Шустер (Мэтью Моррисон) решает посвятить очередную неделю исполнению любовных баллад и делит студентов на пары. Так как Мэтт Рутерфорд (Диджон Тэлтон) отсутствует, Рейчел Берри (Лиа Мишель) осталась без партнёра, и его место приходится занять Шустеру. Когда он поёт пример баллады, Рейчел решает, что влюблена в него. Поняв, что Рейчел внушает себе то, чего на самом деле нет, Шустер рассказывает Эмме Пиллсберри (Джейма Мейс) историю, произошедшую несколько лет назад, когда в него влюбилась одна из учениц, Сьюзан Пеппер (Сара Дрю), которая покупала ему подарки и приходила домой, а когда Шустер открыто сказал ей о невозможности их отношений, она съела очень острый мексиканский перец и была госпитализирована, а позже перенесла операцию на пищеводе. Рейчел наведывается в дом Шустера, где его жена Терри (Джессалин Гилсиг) использует её для приготовления пищи и уборки. В школе Рейчел общается со Сьюзан, которая говорит ей, что они похожи, так как обе пытались сублимировать озабоченность по поводу чувства собственного достоинства в романтические чувства к взрослому учителю. Рейчел приносит извинения Шустеру.
Финн Хадсон (Кори Монтейт) получает в напарники по балладе Курта Хаммела (Крис Колфер), не зная, что тот втайне влюблён в него. Финн говорит, что не может петь о любви парню, а потому Курт советует ему попрактиковаться дома и исполнить песню своей нерождённой дочери. Когда Финн поёт в своей комнате, глядя на запись ультразвукового обследования, его мать Кэрол (Роми Роусмонт) догадывается, что подруга Финна Куинн (Дианна Агрон) ждёт ребёнка. Финн идёт на ужин в дом Куинн, куда его пригласили её родители (Грегг Генри и Шарлотта Росс), и по совету Курта решает рассказать им о положении Куинн в песне. Узнав правду, отец девушки даёт ей время собрать вещи, и Финн приводит её к себе домой. Курт, чувствуя свою вину в сложившейся ситуации, просит прощения у Финна. Пак (Марк Саллинг) случайно раскрывает Мерседес (Эмбер Райли), что является биологическим отцом ребёнка Куинн, и Мерседес советует ему оставить её с Финном. В финале эпизода хористы решают в знак поддержки исполнить песню «Lean on Me» для Финна и Куинн.

## Реакция
В США эпизод посмотрел 7,29 млн телезрителей; в Канаде его посмотрели 1,74 млн, что позволило ему занять двадцатую строчку в рейтинге недельных программ; в Великобритании серию посмотрели 2,149 млн телезрителей, что позволило ему удержать титул лидирующего шоу на телеканалах E4 и E4 +1, а также одного из самых рейтинговых в кабельной сети в целом. Отзывы критиков об эпизоде оказались смешанными. Элизабет Холмс из The Wall Street Journal и Лиз Прадью из Zap2it были разочарованы тем, что Джейн Линч не появилась в своей роли Сью Сильвестр, а последняя также отметила игру Криса Колфера, в то время как Майк Хейл из New York Times не увидел ничего трагичного в её отсутствии. Бобби Хакинсон из Houston Chronicle назвал эпизод одним из лучших в сериале на тот момент, а Дэн Снайерсон из Entertainment Weekly написал, что эпизод вышел слабее, чем предыдущий, «Wheels», однако в целом тоже неплох.